# Пальчатокоренник
Пальчатокоре́нник, или Пальцеко́рник, или Дактилори́за (лат. Dactylorhíza) — род травянистых растений семейства Орхидные (Orchidaceae), распространённых в Евразии, Африке и Северной Америке. Род включает около сорока видов; кроме того, описано более семидесяти гибридных видов.
Флора России включает 14 видов или 8 крупных видов-агрегатов (групп близких и относительно слабо обособленных друг от друга таксонов).
Пальчатокоренник — род, выделенный из рода Ятрышник (Orchis). Основное отличие представителей этих родов — строение подземных клубней: у ятрышника они округлые, у пальчатокоренника — пальчато-раздельные.
Пальчатокоренник иногда выращивают как красивоцветущее садовое или комнатное растение, хотя для большинства видов пальчатокоренников (и других наземных орхидей) введение в культуру очень осложнено из-за тесного взаимодействия этих растений с почвенными грибами.

## Название
Научное название рода, Dactylorhiza, образовано от двух греческих слов, δάκτυλος (daktylos, «палец») и ῥίζα (rhiza, «корень»), и объясняется формой подземных клубней, похожих на сросшиеся человеческие пальцы.
| |
| |
| |
| Вверху — Dactylorhiza maculata, клубень. В центре — Dactylorhiza sambucina, цветок: 1 — лепестки, 2 — колонка, 3 — пыльник (каждая из двух его частей содержит поллиний, каудикулу и прилипальце), 4 — стаминодий (стерильная тычинка), 5 — клювик (одна из его функций — препятствовать самоопылению), 6 — губа (видоизменённый лепесток), 7, 8 — части другого цветка, 9 — столбик. Внизу — Dactylorhiza fuchsii, плоды. |

Русские названия рода — «пальчатокоренник» и «пальцекорник» — являются калькой научного названия, при этом название «пальчатокоренник» употребляется довольно часто, «пальцекорник» же — существенно реже. Изредка в качестве русского названия используется слово «дактилориза» — транслитерация научного названия.

## Распространение
Ареал рода охватывает Европу, Северную Африку, Западную и Северную Азию, Северную Америку.
Типичные места обитания растений — луга, пастбища, леса, болота.

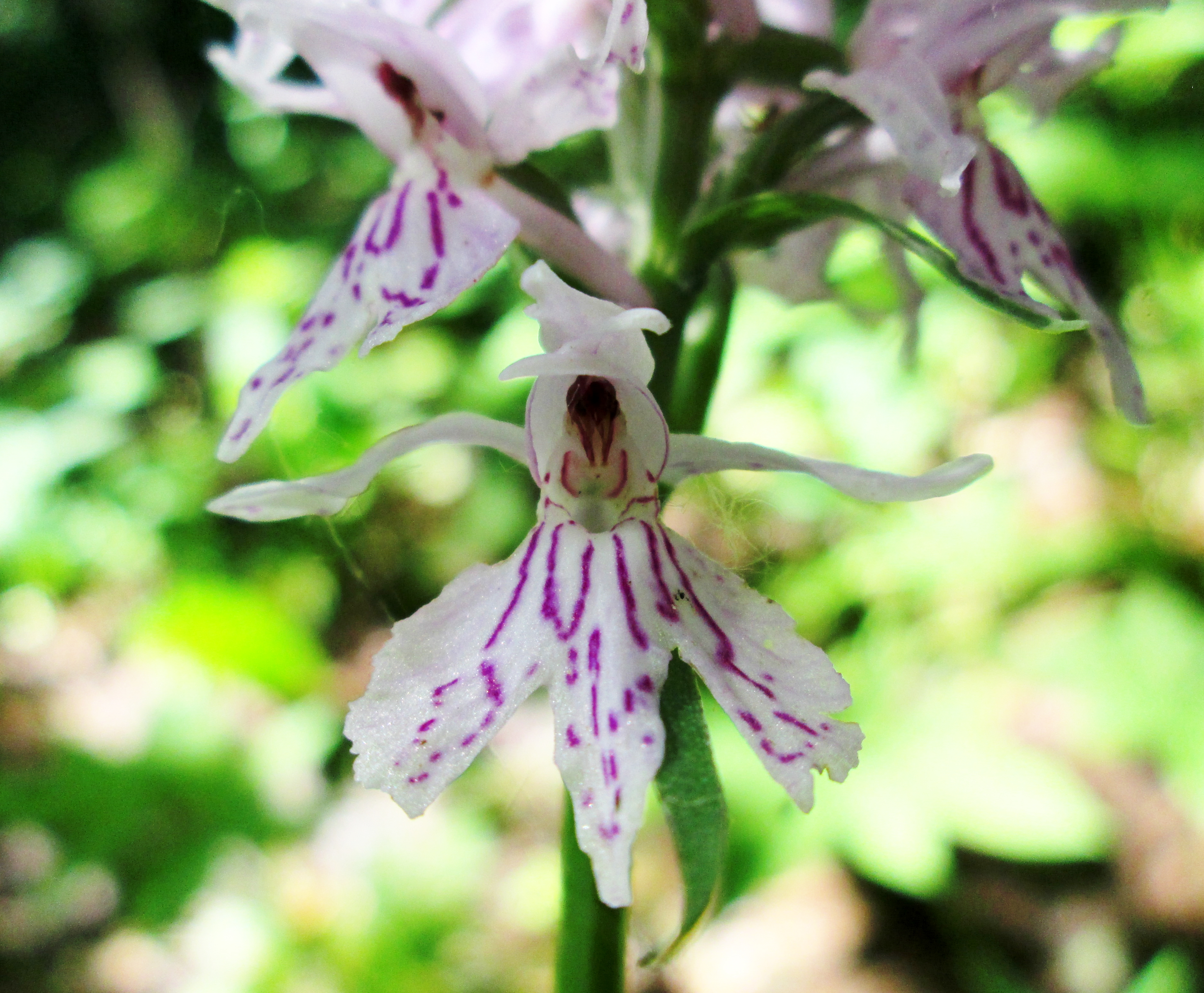
Более тёмные пятна на трёхлопастной губе пальчатокоренник пятнистый|пальчатокоренника пятнистого (Dactylorhiza maculata) нередко похожи на иероглифы.

## Биологическое описание
Представители этого рода — многолетние травянистые растения высотой не более одного метра.
Клубни пальчатораздельные, концы пальчатых лопастей корневидно-утончённые. Как и у ятрышника, у пальчатокоренника обычно два клубня: молодой клубень твёрдый, в нём скапливаются запасы для будущего года; прошлогодний же клубень отдаёт вещества, накопленные годом раньше, и постепенно увядает, становясь всё более мягким.
Листья продолговатые или ланцетные, у многих видов — с более тёмными пятнами. Нижние листья по сравнению с теми, что находятся выше, — более крупные и широкие.
Соцветия густые, многоцветковые. Цветки длиной от 10 до 25 мм розового, красноватого и лиловатого оттенка. Околоцветник состоит из шести листочков (лепестков); три из них сложены в виде шлема, ещё один — губа, которая у одних видов цельная, у других — трёхлопастная. На губе и других лепестках обычно имеются более тёмные пятна в виде точек и полосок. В бутоне губа находится сверху, но перед началом цветения цветок разворачивается на 180 градусов — и в результате она оказывается внизу, выполняя роль посадочной площадки для насекомых.
Характерный признак цветка пальчатокоренника, как и других представителей подсемейства Orchidoideae, — колонка: образование, возникшее в результате срастания столбика и тычинки. У колонки имеется клювик, который закрывает вход в цветок. Рыльце красноватое, нитевидное. Пыльники находятся по бокам колонки, в каждом гнезде сидит по поллинию. С помощью имеющего прилипальца поллиний приклеивается к насекомому; из-за высыхания ножки положение поллиния вскоре меняется — и он в точности попадает на рыльце другого соцветия.
Плод — коробочка. Семена мелкие, очень многочисленные, разносятся ветром на большие расстояния.

## Систематика
Основная трудность в систематике пальчатокоренников до появления молекулярных методов состояла в том, что было трудно установить уровень изменчивости, соответствующий рангу вида. Отсюда был разнобой в таксономических концепциях, простиравшихся от очень широкого понимания видов до очень узкого. Так, разброс числа видов рода в пределах Европы колебался от 6 до 58. Современные исследования установили, что в данном роде имеется несколько типов «базовых» геномов, и большое число аллополиплоидных видов, большинство из которых сочетают геномы fuchsii- и incarnata- типов. Углубленные исследования этого вопроса показали, что условно именуемые «родительскими» диплоидные виды внутри себя зачастую лишены репродуктивных барьеров, и хотя на протяжении своих обширных ареалов проявляют существенную географическую и экологическую изменчивость, их рационально принимать в широком смысле. Гибридные таксоны, напротив, невзирая на подчас значительное внешнее сходство, приходится таксономически делить более дробно, ввиду различных временных, пространственных и экологических условий их возникновения и становления. Так, несмотря на очевидное внешнее сходство преимущественно прибалтийского аллотетраплоида Dactylorhiza baltica с аллотетраплоидами, распространёнными в Южной и Центральной Сибири, последние приходится считать отдельным таксоном. Имеется альтернативная таксономическая концепция, пропагандируемая крупнейшим специалистом по роду M. Hedrén, предполагающая рассмотрение всех независимо возникших аллотетраплоидов, сочетающих геномы fuchsii- и incarnata- типов, в качестве подвидов Dactylorhiza majalis (Rchb. f.) P.F. Hunt & Summerh. Невзирая на высокий авторитет M. Hedrén, другие специалисты по пальчатокоренникам (R. Bateman, H. Pedersen и другие) предлагают для каждого аллотетраплоида свое название в ранге вида.

## Использование
Раньше из клубней некоторых видов пальчатокоренника, особенно из пальчатокоренника пятнистого (Dactylorhiza maculata), готовили так называемый салеп, который использовали как обволакивающее средство при отравлениях, а также для питания ослабленных больных. Медицинские свойства салепа объясняются химическим составом клубней: в них содержится до 50 % слизи, до 30 % крахмала и до 15 % белка. Клубни собирали вскоре после цветения, опускали ненадолго в кипяток, затем сушили.

## Культивирование
Пальчатокоренник иногда выращивают как садовое или комнатное растение. Растения предпочитают частичное затенение и достаточную влажность в течение тёплого периода. Морозостойкость всех видов очень высокая. Земельную смесь обычно готовят из гумуса, торфа, песка, суглинка и компоста из коры. Размножение — делением корневищ весной.
В условиях Московской области устойчивы в культуре: Dactylorhiza aristata, Dactylorhiza fuchsii, Dactylorhiza fuchsii subsp. hebridensis (syn. Dactylorhiza hebridensis), Dactylorhiza maculata, Dactylorhiza praetermissa, Dactylorhiza russowii, Dactylorhiza urvilleana (syn. Dactylorhiza triphylla).

## Классификация

### Таксономическое положение
Род Пальчатокоренник и близкие к нему роды Любка (Platanthera), Ятрышник (Orchis) и др. входят в трибу Орхидные, или Ятрышниковые (Orchideae) подсемейства Орхидные, или Ятрышниковые (Orchidoideae) семейства Орхидные, или Ятрышниковые (Orchidaceae):
Таксономическая схема
| отдел Цветковые, или Покрытосеменные (классификация согласно Системе APG II) |                                         |                                         |                                         |                                         |                                                          |                                         |                                         |                                         |                                                 |                                         |                                         |                                      |                                      |                                      |                                      |                       | |                       |                       |  | |  |
|                                                                              | порядок Спаржецветные                   | порядок Спаржецветные                   | порядок Спаржецветные                   | порядок Спаржецветные                   | порядок Спаржецветные                                    | порядок Спаржецветные                   | порядок Спаржецветные                   | порядок Спаржецветные                   | порядок Спаржецветные                           | порядок Спаржецветные                   | порядок Спаржецветные                   | порядок Спаржецветные                | порядок Спаржецветные                | порядок Спаржецветные                | порядок Спаржецветные                | порядок Спаржецветные | порядок Спаржецветные                                                                                         | порядок Спаржецветные | порядок Спаржецветные |  | ещё 44 порядка цветковых растений, из которых к спаржецветным наиболее близки Аироцветные, Диоскореецветные, Лилиецветные, Панданоцветные и Частухоцветные |  |
|                                                                              | семейство Орхидные, или Ятрышниковые    | семейство Орхидные, или Ятрышниковые    | семейство Орхидные, или Ятрышниковые    | семейство Орхидные, или Ятрышниковые    | семейство Орхидные, или Ятрышниковые                     | семейство Орхидные, или Ятрышниковые    | семейство Орхидные, или Ятрышниковые    | семейство Орхидные, или Ятрышниковые    | семейство Орхидные, или Ятрышниковые            | семейство Орхидные, или Ятрышниковые    | семейство Орхидные, или Ятрышниковые    | семейство Орхидные, или Ятрышниковые | семейство Орхидные, или Ятрышниковые | семейство Орхидные, или Ятрышниковые | семейство Орхидные, или Ятрышниковые |                       | ещё 24 семейства, в том числе Агавовые, Амариллисовые, Асфоделовые, Гиацинтовые, Ирисовые, Луковые, Спаржевые |                       |                       |  | ещё 44 порядка цветковых растений, из которых к спаржецветным наиболее близки Аироцветные, Диоскореецветные, Лилиецветные, Панданоцветные и Частухоцветные |  |
|                                                                              | подсемейство Орхидные, или Ятрышниковые | подсемейство Орхидные, или Ятрышниковые | подсемейство Орхидные, или Ятрышниковые | подсемейство Орхидные, или Ятрышниковые | подсемейство Орхидные, или Ятрышниковые                  | подсемейство Орхидные, или Ятрышниковые | подсемейство Орхидные, или Ятрышниковые | подсемейство Орхидные, или Ятрышниковые | подсемейство Орхидные, или Ятрышниковые         | подсемейство Орхидные, или Ятрышниковые | подсемейство Орхидные, или Ятрышниковые |                                      | ещё четыре или пять подсемейств      |                                      |                                      |                       | ещё 24 семейства, в том числе Агавовые, Амариллисовые, Асфоделовые, Гиацинтовые, Ирисовые, Луковые, Спаржевые |                       |                       |  | ещё 44 порядка цветковых растений, из которых к спаржецветным наиболее близки Аироцветные, Диоскореецветные, Лилиецветные, Панданоцветные и Частухоцветные |  |
|                                                                              | триба Орхидные, или Ятрышниковые        | триба Орхидные, или Ятрышниковые        | триба Орхидные, или Ятрышниковые        | триба Орхидные, или Ятрышниковые        | триба Орхидные, или Ятрышниковые                         | триба Орхидные, или Ятрышниковые        | триба Орхидные, или Ятрышниковые        |                                         | ещё три трибы (Diseae, Cranichideae, Diurideae) |                                         |                                         |                                      | ещё четыре или пять подсемейств      |                                      |                                      |                       | ещё 24 семейства, в том числе Агавовые, Амариллисовые, Асфоделовые, Гиацинтовые, Ирисовые, Луковые, Спаржевые |                       |                       |  | ещё 44 порядка цветковых растений, из которых к спаржецветным наиболее близки Аироцветные, Диоскореецветные, Лилиецветные, Панданоцветные и Частухоцветные |  |
|                                                                              | род Пальчатокоренник                    | род Пальчатокоренник                    | род Пальчатокоренник                    |                                         | ещё более пятидесяти родов, в том числе Любка и Ятрышник |                                         |                                         |                                         | ещё три трибы (Diseae, Cranichideae, Diurideae) |                                         |                                         |                                      | ещё четыре или пять подсемейств      |                                      |                                      |                       | ещё 24 семейства, в том числе Агавовые, Амариллисовые, Асфоделовые, Гиацинтовые, Ирисовые, Луковые, Спаржевые |                       |                       |  | ещё 44 порядка цветковых растений, из которых к спаржецветным наиболее близки Аироцветные, Диоскореецветные, Лилиецветные, Панданоцветные и Частухоцветные |  |
|                                                                              | около 40 видов                          |                                         |                                         |                                         | ещё более пятидесяти родов, в том числе Любка и Ятрышник |                                         |                                         |                                         | ещё три трибы (Diseae, Cranichideae, Diurideae) |                                         |                                         |                                      | ещё четыре или пять подсемейств      |                                      |                                      |                       | ещё 24 семейства, в том числе Агавовые, Амариллисовые, Асфоделовые, Гиацинтовые, Ирисовые, Луковые, Спаржевые |                       |                       |  | ещё 44 порядка цветковых растений, из которых к спаржецветным наиболее близки Аироцветные, Диоскореецветные, Лилиецветные, Панданоцветные и Частухоцветные |  |
|                                                                              |                                         |                                         |                                         |                                         | ещё более пятидесяти родов, в том числе Любка и Ятрышник |                                         |                                         |                                         | ещё три трибы (Diseae, Cranichideae, Diurideae) |                                         |                                         |                                      | ещё четыре или пять подсемейств      |                                      |                                      |                       | ещё 24 семейства, в том числе Агавовые, Амариллисовые, Асфоделовые, Гиацинтовые, Ирисовые, Луковые, Спаржевые |                       |                       |  | ещё 44 порядка цветковых растений, из которых к спаржецветным наиболее близки Аироцветные, Диоскореецветные, Лилиецветные, Панданоцветные и Частухоцветные |  |
|                                                                              |                                         |                                         |                                         |                                         |                                                          |                                         |                                         |                                         | ещё три трибы (Diseae, Cranichideae, Diurideae) |                                         |                                         |                                      | ещё четыре или пять подсемейств      |                                      |                                      |                       | ещё 24 семейства, в том числе Агавовые, Амариллисовые, Асфоделовые, Гиацинтовые, Ирисовые, Луковые, Спаржевые |                       |                       |  | ещё 44 порядка цветковых растений, из которых к спаржецветным наиболее близки Аироцветные, Диоскореецветные, Лилиецветные, Панданоцветные и Частухоцветные |  |
|                                                                              |                                         |                                         |                                         |                                         |                                                          |                                         |                                         |                                         |                                                 |                                         |                                         |                                      | ещё четыре или пять подсемейств      |                                      |                                      |                       | ещё 24 семейства, в том числе Агавовые, Амариллисовые, Асфоделовые, Гиацинтовые, Ирисовые, Луковые, Спаржевые |                       |                       |  | ещё 44 порядка цветковых растений, из которых к спаржецветным наиболее близки Аироцветные, Диоскореецветные, Лилиецветные, Панданоцветные и Частухоцветные |  |
|                                                                              |                                         |                                         |                                         |                                         |                                                          |                                         |                                         |                                         |                                                 |                                         |                                         |                                      |                                      |                                      |                                      |                       | ещё 24 семейства, в том числе Агавовые, Амариллисовые, Асфоделовые, Гиацинтовые, Ирисовые, Луковые, Спаржевые |                       |                       |  | ещё 44 порядка цветковых растений, из которых к спаржецветным наиболее близки Аироцветные, Диоскореецветные, Лилиецветные, Панданоцветные и Частухоцветные |  |
|                                                                              |                                         |                                         |                                         |                                         |                                                          |                                         |                                         |                                         |                                                 |                                         |                                         |                                      |                                      |                                      |                                      |                       | |                       |                       |  | ещё 44 порядка цветковых растений, из которых к спаржецветным наиболее близки Аироцветные, Диоскореецветные, Лилиецветные, Панданоцветные и Частухоцветные |  |
|                                                                              |                                         |                                         |                                         |                                         |                                                          |                                         |                                         |                                         |                                                 |                                         |                                         |                                      |                                      |                                      |                                      |                       | |                       |                       |  | |  |

### Виды

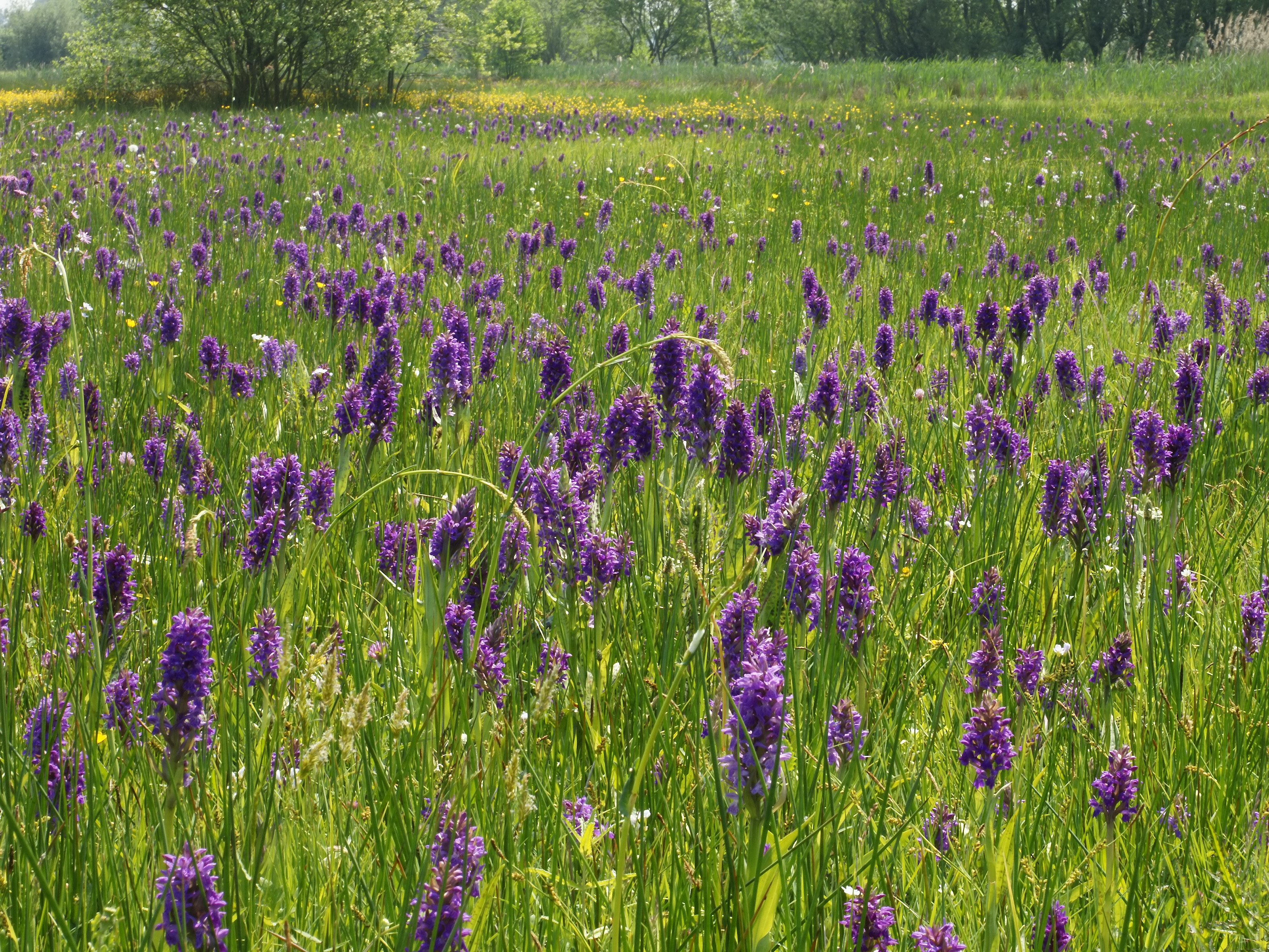
Dactylorhiza majalis

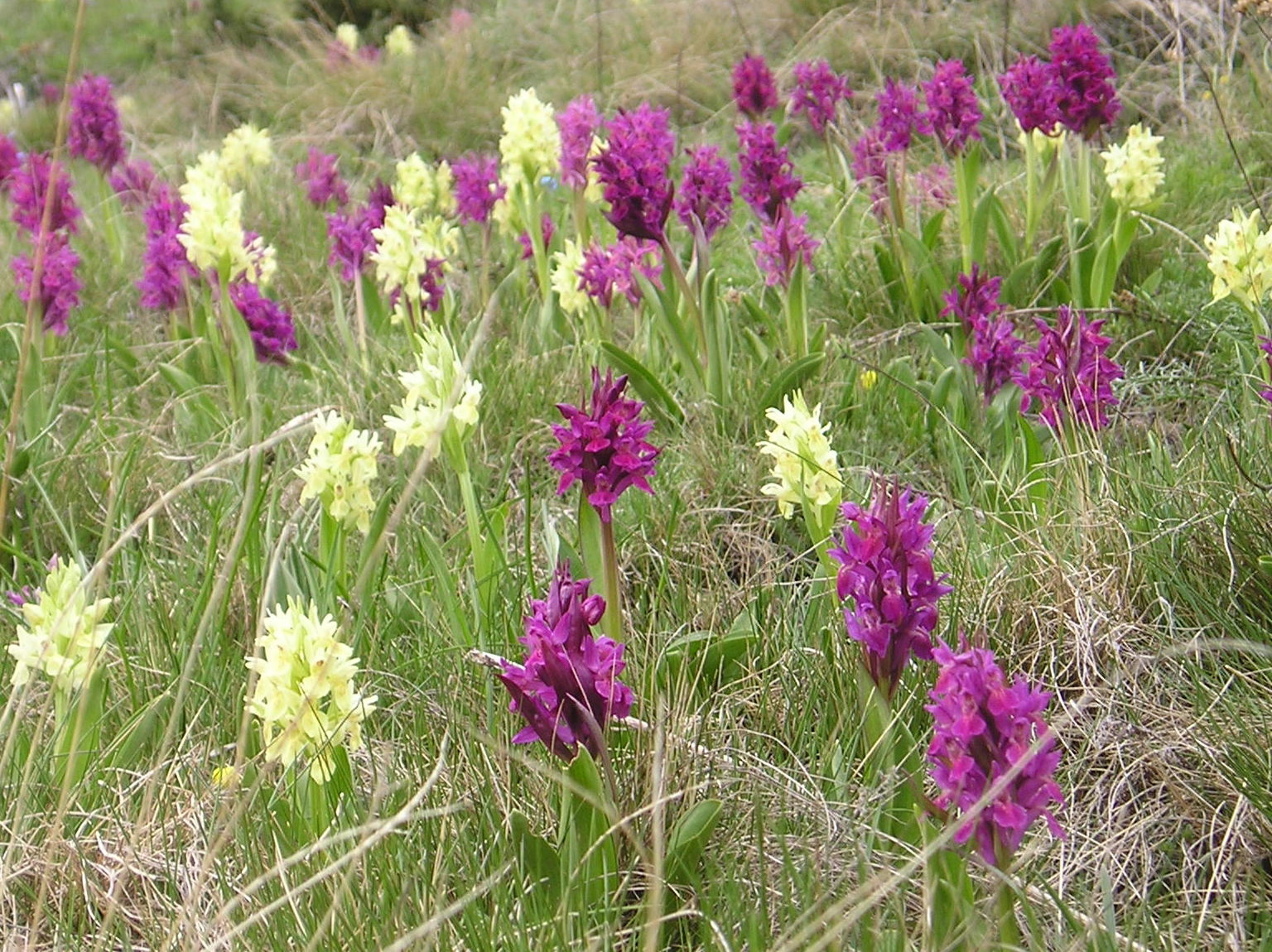
Dactylorhiza sambucina. Разные формы одного вида, цветущие вместе

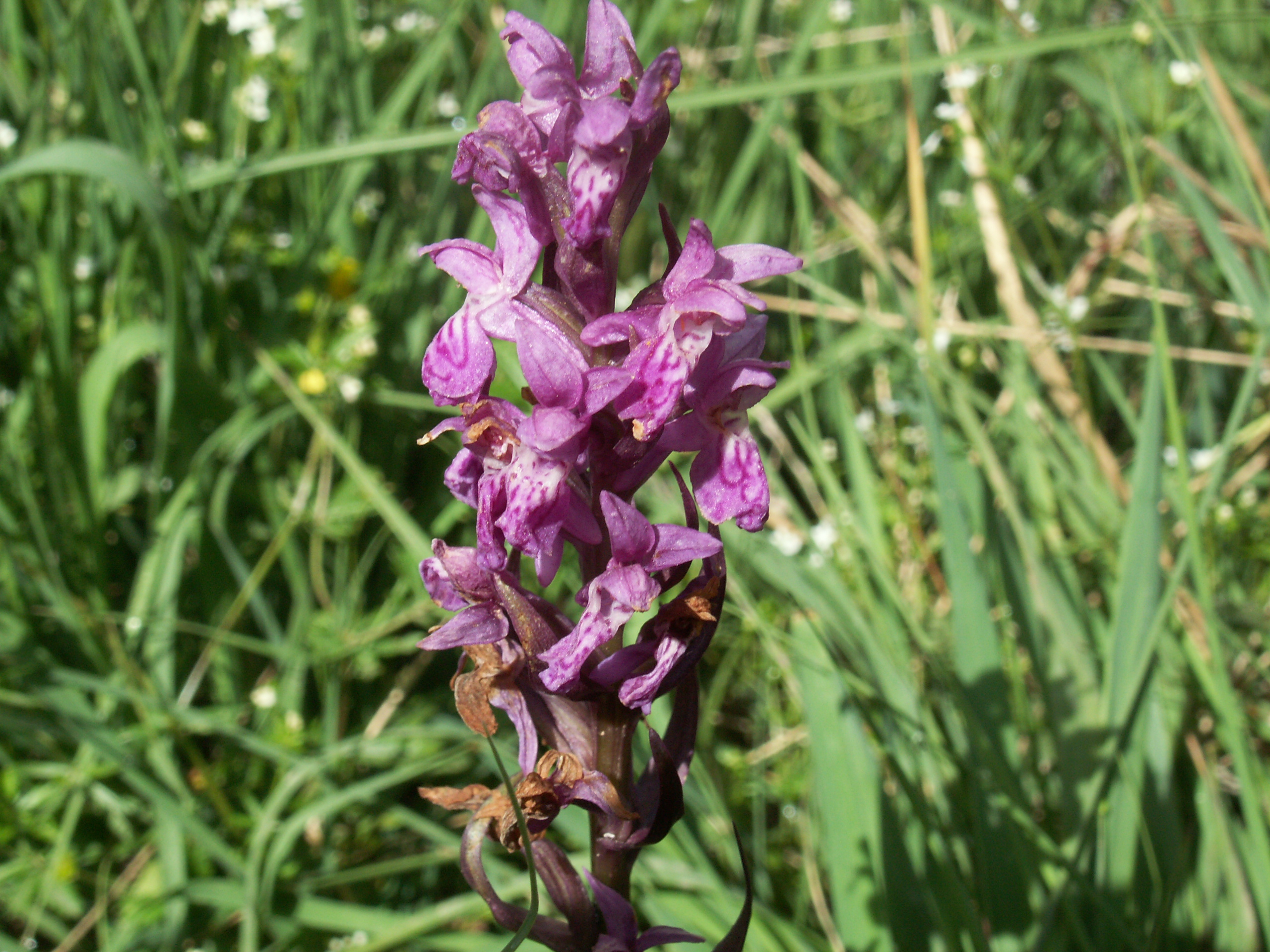
Dactylorhiza traunsteineri

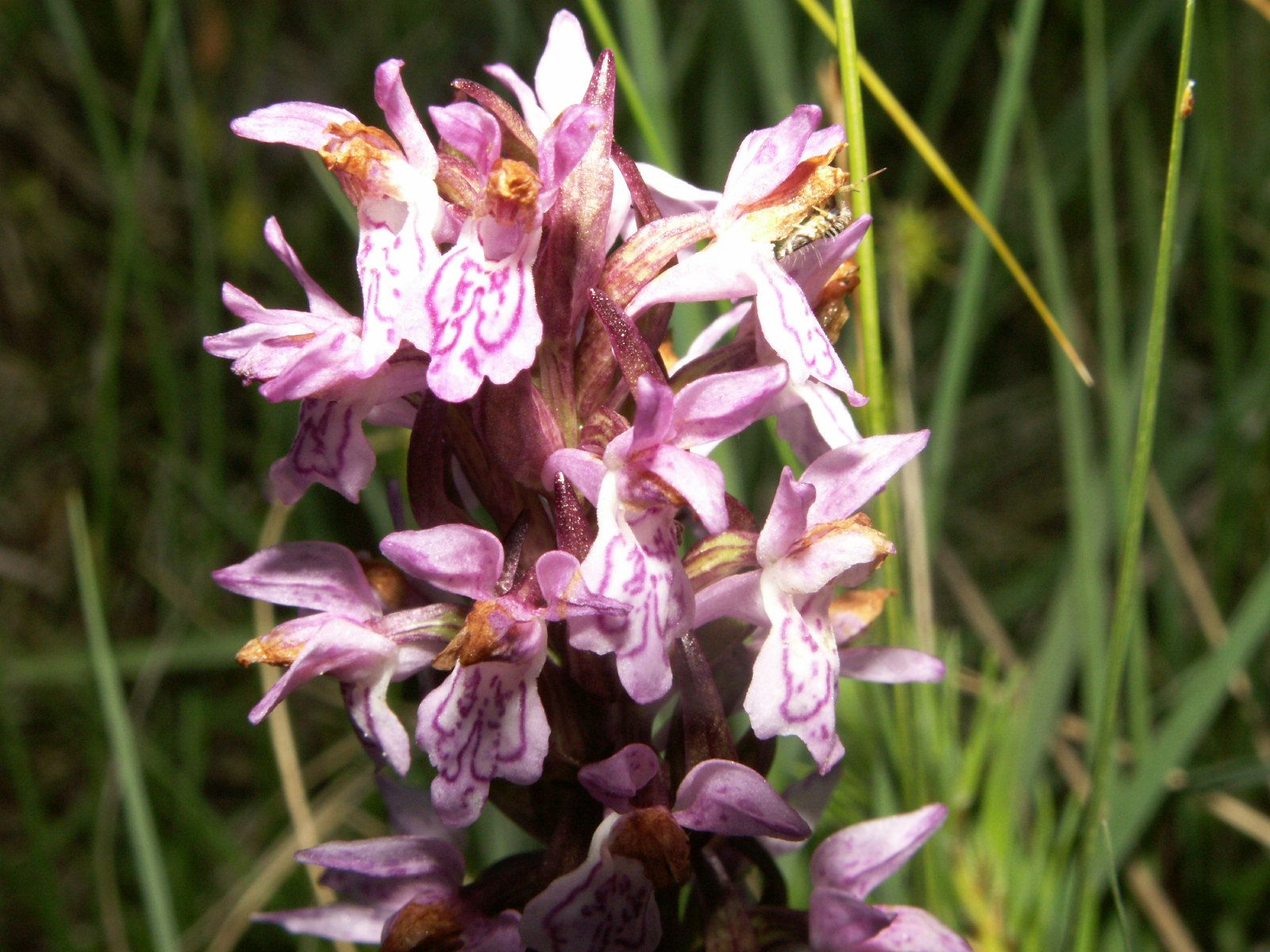

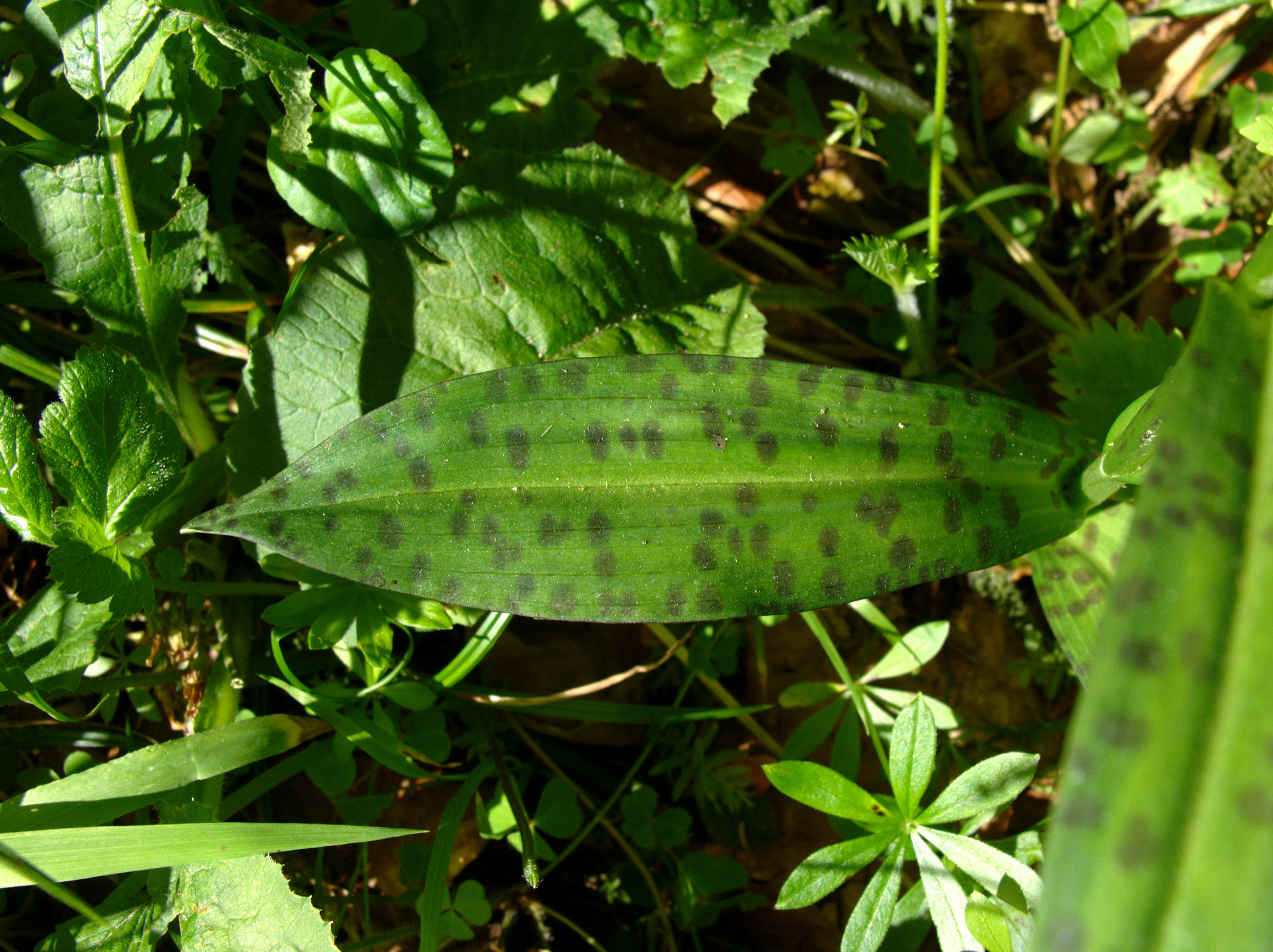
Dactylorhiza fuchsii, лист

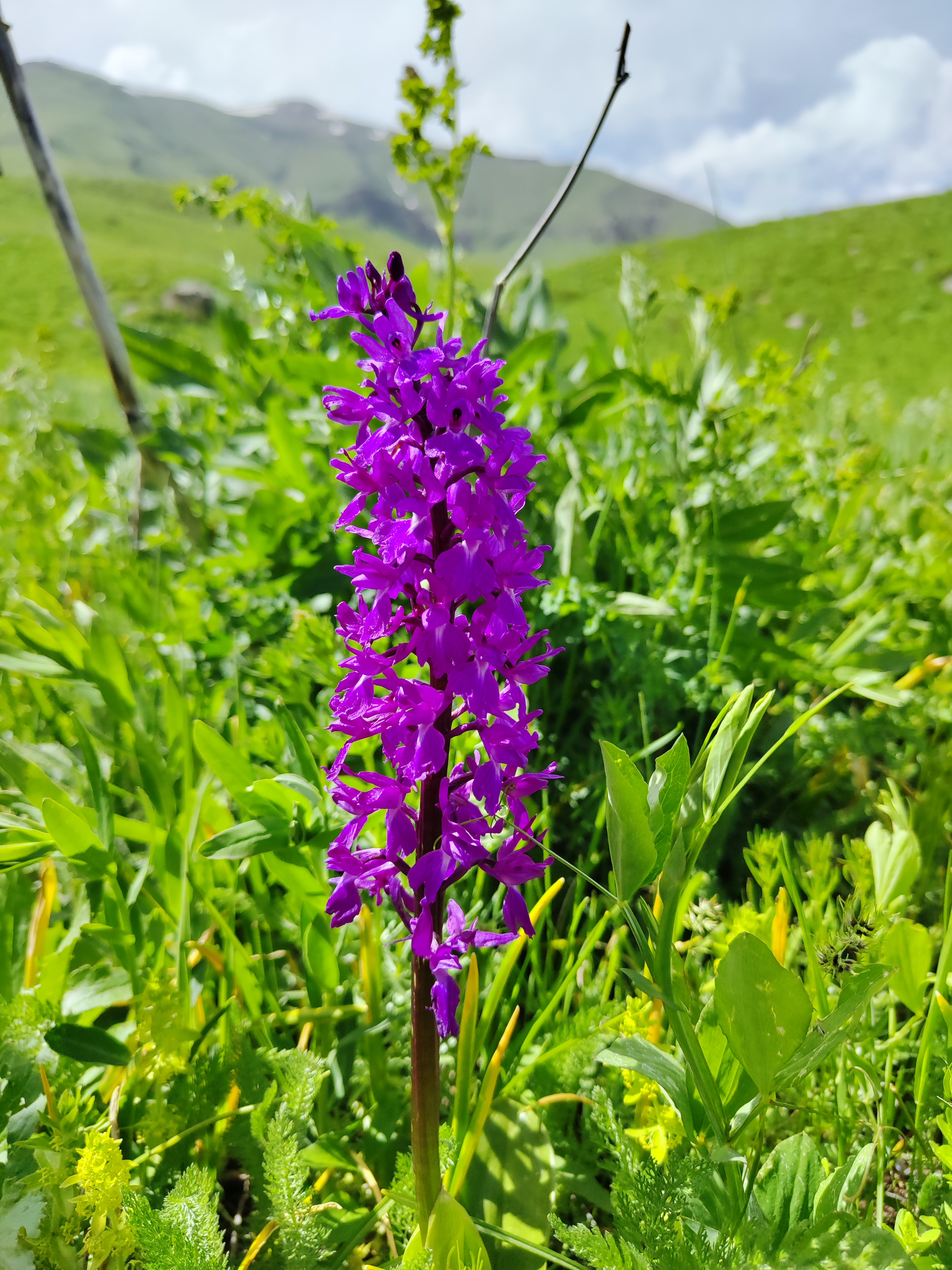
Dactylorhiza praetermissa

Ниже приведён полный список видов рода Dactylorhiza (без гибридных видов и инфравидовых таксонов) с указанием ареала — по данным Королевских ботанических садов в Кью. Звёздочкой (*) отмечены виды, произрастающие на территории России и сопредельных стран.
Многие виды способны образовывать гибриды.
- Dactylorhiza alpestris (Pugsley) Aver. (1983). [syn.  Orchis alpestris Pugsley]. Пиренеи, Альпы, Карпаты.
- Dactylorhiza aristata (Fisch. ex Lindl.) Soó (1962) — Пальчатокоренник остистый. [syn.  Orchis aristata Fisch. ex Lindl.] От Восточного Китая до Южной Аляски. (*)
- Dactylorhiza atlantica Kreutz & Vlaciha (2006). Марокко.
- Dactylorhiza baldshuanica Chernyak. (1983) — Пальчатокоренник бальджуанский. Центральная Азия.
- Dactylorhiza baumanniana J.Hölzinger & Künkele (1983). Северная Греция.
- Dactylorhiza cordigera (Fr.) Soó (1962) — Пальчатокоренник сердценосный. [syn.  Orchis cordigera Fr.] От Юго-Восточной Европы до Украины.
- Dactylorhiza czerniakowskae Aver. (1983) — Пальчатокоренник Черняковской. Центральная Азия.
- Dactylorhiza elata (Poir.) Soó (1962) — Пальчатокоренник высокий. [syn.  Orchis elata Poir.] Западное Средиземноморье, в том числе Северная Африка. Окраска цветков — лиловая. Листья без пятен. Видовой эпитет объясняется тем, что это один из самых высоких видов пальчатокоренника — растения вырастают до одного метра[2].
- Dactylorhiza euxina (Nevski) Czerep. (1981) — Пальчатокоренник черноморский. От Северно-Восточной Турции до Кавказа. [syn.  Orchis euxina Nevski] (*)
- Dactylorhiza foliosa (Rchb.f.) Soó (1962) — Пальчатокоренник густолистный. [syn. Orchis latifolia var. foliosa Rchb.f.] Мадейра. Растёт на заболоченных лугах. Цветки розовые. Листья пятнистые[2].
- Dactylorhiza fuchsii (Druce) Soó (1962) — Пальчатокоренник Фукса. [syn.  Orchis fuchsii Druce] От Европы до Сибири. Окраска цветков различная: розовая, красная. Чаще всего встречается в редких широколиственных и елово-широколиственных лесах, реже — по болотам[12]. (*)
- Dactylorhiza graggeriana (Soó) Soó (1962). [syn.  Orchis graggeriana Soó] Западные Гималаи.
- Dactylorhiza hatagirea (D.Don) Soó (1962). [syn.  Orchis hatagirea D.Don] От Пакистана до Юго-Восточного Тибета.
- Dactylorhiza iberica (M.Bieb. ex Willd.) Soó (1962) — Пальчатокоренник иберийский. [syn.  Orchis iberica M.Bieb. ex Willd.] От Греции до Ирана. (*)
- Dactylorhiza incarnata (L.) Soó (1962) — Пальчатокоренник мясо-красный. [syn.  Orchis incarnata L.] От Европы до Монголии. Встречается в сырых местах: на сырых лугах, по берегам водоёмов, у выходов грунтовых вод. Цветки — различной откраски: лилово-розовые, пурпурные, иногда почти белые[12].
- Dactylorhiza insularis (Sommier) Ó.Sánchez & Herrero (2005). От Западного Средиземноморья до Италии. [syn.  Orchis insularis Sommier]
- Dactylorhiza irenica F.M.Vázquez (2008). Испания.
- Dactylorhiza isculana Seiser (2002). Австрия.
- Dactylorhiza kafiriana Renz (1978). Кавказ; от Северо-Восточного Афганистана до Западных Гималаев.
- Dactylorhiza kalopissii E.Nelson (1976). Греция, а также турецкие острова в Эгейском море.
- Dactylorhiza kulikalonica Chernyak. (1983). Центральная Азия.
- Dactylorhiza lapponica (Laest. ex Hartm.) Soó (1962) — Пальчатокоренник лапландский. [syn. Orchis angustifolia var. lapponica Laest. ex Hartm.] Северная и Центральная Европа.
- Dactylorhiza longifolia (Neuman) Aver. (1984) — Пальчатокоренник длиннолистный. [syn.  Orchis longifolia Neuman] От Финляндии до Центральной Азии. Цветки светло-розовые. Губа трёхлопастная. Листья пятнистые. В русскоязычной литературе вид известен под названием Dactylorhiza baltica (Klinge) Nevski (1935) — Пальчатокоренник балтийский[5]. (*)
- Dactylorhiza maculata (L.) Soó (1962) — Пальчатокоренник пятнистый, или Пальчатокоренник крапчатый. [syn.  Orchis maculata L.] Северо-Западная Африка; в Евразии — от Европы до Центральной Сибири. Окраска цветков — разнообразная: розоватая, лиловатая, красная, иногда почти белая; губа трёхлопастная. Листья с пятнами. Встречается на влажных лугах, по болотам, в заболоченных лесах[12]. (*)
- Dactylorhiza magna (Czerniak.) Ikonn. (1972) — Пальчатокоренник мощный. [syn.  Orchis magna Czerniak.] Центральная Азия.
- Dactylorhiza majalis (Rchb.) P.F.Hunt & Summerh (1965) — Пальчатокоренник майский. [syn.  Orchis majalis Rchb.] Европа. Цветки сиреневой или красной окраски с белыми пятнами[2].
- Dactylorhiza nieschalkiorum H.Baumann & Künkele (1981). Северная Турция.
- Dactylorhiza osmanica (Klinge) .PF.Hunt & Summerh (1965) — Пальчатокоренник османский. [syn. Orchis orientalis subsp. osmanica Klinge] От Турции до Сирии.
- Dactylorhiza praetermissa (Druce) Soó (1962). [syn.  Orchis praetermissa Druce] Западная и Северо-Западная Европа.
- Dactylorhiza purpurella (T.Stephenson & T.A.Stephenson) Soó (1962). [syn.  Orchis purpurella T.Stephenson & T.A.Stephenson] Северо-Западная Европа.
- Dactylorhiza romana (Sebast.) Soó (1962) — Пальчатокоренник римский. [syn.  Orchis romana Sebast.] От Средиземноморья до Центральной Азии. (*)
- Dactylorhiza russowii (Klinge) Holub (1964) — Пальчатокоренник Руссова. [syn. Orchis angustifolia var. russowii Klinge] От Центральной Европы до Центральной Сибири. Цветки розовые. Встречается по болотам[12].
- Dactylorhiza saccifera (Brongn.) Soó (1962). [syn.  Orchis saccifera Brongn.] Средиземноморье.
- Dactylorhiza salina (Turcz. ex Lindl.) Soó (1962) — Пальчатокоренник солончаковый. [syn.  Orchis salina Turcz. ex Lindl.] От Кавказа до Амура. (*)
- Dactylorhiza sambucina (L.) Soó (1962) — Пальчатокоренник бузинный. [syn.  Orchis sambucina L.] Европа. Встречается на светлых лесных полянах, по сухим лугам. Цветки обычно светло-жёлтые, с розовым рисунком на губе, но могут быть и другой окраски. Видовой эпитет объясняется запахом цветков, напоминающим запах бузины (Sambucus)[12]. (*)
- Dactylorhiza sudetica (Poech ex Rchb.f.) Aver. (1982) — Пальчатокоренник судетский. [syn. Orchis maculata var. sudetica Poech ex Rchb.f.] От Европы до Сибири.
- Dactylorhiza traunsteineri (Saut. ex Rchb.) Soó (1962) — Пальчатокоренник Траунштейнера. [syn.  Orchis traunsteineri Saut. ex Rchb.] От Европы до Западной Сибири. Окраска цветков — розово-лиловых оотенков. Губа чаще цельная[12]. (*)
- Dactylorhiza umbrosa (Kar. & Kir.) Nevski (1937) — Пальчатокоренник теневой. [syn.  Orchis umbrosa Kar. & Kir.] От Западной и Центральной Азии до Сибири. (*)
- Dactylorhiza urvilleana (Steud.) H.Baumann & Künkele (1981). [syn.  Orchis urvilleana Steud.] От Северной и Северно-Восточной Турции до Ирана.

|                                                                                                 |  |  |  |
| Слева направо: 1 и 2 — Dactylorhiza maculata, 3 — Dactylorhiza fuchsii, 4 — Dactylorhiza elata. |  |  |  |